# Robert Hare
Robert D. Hare (Calgary, Alberta, Canadá, 1 de enero de 1934) es un doctor en psicología e investigador de renombre en el campo de la psicología criminal. Es profesor emérito de la Universidad de Columbia Británica, donde sus estudios se han centrado en psicopatología y psicofisiología. Desarrolló la PCL (Psychopathy CheckList o lista de verificación en psicopatías) y la PCL-R (Psychopathy CheckList Revised o lista revisada de verificación en psicopatías), usadas para diagnosticar casos de psicopatía y útiles en la predicción de posibles comportamientos violentos. 
Robert D. Hare estima que el 1 % de la población humana mundial es psicópata.

## Biografía
Hare nació en Calgary (Alberta) en 1934, de padre techador y de madre con ascendencia francocanadiense. Se crio en un barrio de clase trabajadora de Calgary. Hare asistió a la Universidad de Alberta, donde cursó un bachiller universitario en letras y finalmente se graduó «más bien por inercia», con hincapié en materias de psicología. En 1959 contrajo matrimonio con Averil Hare, a quien había conocido en una clase de psicopatología; al año siguiente nacía su hija Cheryl.
En 1960, Hare completó una Maestría en Artes en psicología por la Universidad de Alberta. Luego se trasladó a los Estados Unidos para cursar un programa de doctorado en psicofisiología en la Universidad de Oregón aunque, debido a problemas de salud de su hija, la familia tuvo que regresar a Canadá. Hare pasó a trabajar durante ocho meses como psicólogo de la administración penitenciaria de Columbia Británica, un área de trabajo para la cual no estaba específicamente formado ni cualificado; de hecho, posteriormente rememoraría en Without Conscience (trad. esp. "Sin conciencia") que algunos reclusos eran capaces de manipularlo. Posteriormente se mudó a London (Ontario), donde terminó su doctorado (1963) en la Universidad de Western Ontario con una tesis sobre los efectos del castigo sobre el comportamiento. Sus investigaciones le condujeron a The Mask of Sanity, ensayo del psiquiatra estadounidense Hervey Cleckley, que jugó un papel decisivo sobre la concepción de la psicopatía que luego aplicó y desarrolló.
Hare finalmente se instaló en Vancouver para trabajar como profesor del departamento de psicología de la Universidad de Columbia Británica, en el que permanecería treinta años hasta su jubilación, y donde llevaría a cabo su actividad investigadora en la misma prisión en que había trabajado con anterioridad. Llegó a la conclusión de que la razón por la cual algunos internos parecían mantener invariable su conducta en respuesta a los castigos se debía a que eran psicópatas. «Acabé dedicado a una disciplina en la cual nadie más estaba trabajando», según el propio Hare. También ha expresado, acerca de su esposa Averil y de sí mismo, que la familia y la pérdida de la familia (su hija Cheryl falleció en 2003 a causa de esclerosis múltiple) «dice mucho acerca de quiénes somos Averil y yo». Averil, su esposa, es una investigadora y trabajadora social de renombre en Canadá, especializada en abuso infantil y bienestar de la infancia.
En los años 70, Robert Hare publicó Psychopathy: Theory and Research, que sintetizaba los conocimientos en dicho campo, y adquirió reconocimiento internacional por retomar y dar forma a dicho concepto.
Hare se jubiló en 2000, lo que supuso el cierre de su laboratorio de investigación de psicopatía en la Universidad de Columbia Británica. En 2010, la Asociación Canadiense de Psicología (CPA) le otorgó el Premio Donald O. Hebb por contribuciones distinguidas a la psicología como ciencia. Ese mismo año, fue nombrado miembro de la Orden de Canadá.

## Libros publicados
- 1970: Psychopathy: theory and research.
- 1993: Without conscience: the disturbing world of the psychopaths among us (reedición 1999).
- 2006: Snakes in suits: when psychopaths go to work, con Paul Babiak.